# 野戦任官
野戦任官（やせんにんかん）とは軍隊における人事の一つ。

## 概要
戦時において、ある人物が職掌・職務を行うにあたり、その資格として十分な階級が必要な場合、その人物に対し一時的に相応の階級に昇進させること。